# Erica propendens
Erica propendens är en ljungväxtart som beskrevs av Gábor Gabriel Andreánszky. Erica propendens ingår i släktet klockljungssläktet, och familjen ljungväxter. Inga underarter finns listade i Catalogue of Life.